# Redù
Redù è una frazione del comune di Nonantola, in provincia di Modena.

## Origine del nome
Il toponimo di Redù può essere fatto derivare dalla parola latina reductum, ovvero "guarnigione di soldati", che probabilmente venne istituita a partire dal II secolo a.C. per presidiare la colonia romana di Nonantola.

## Storia

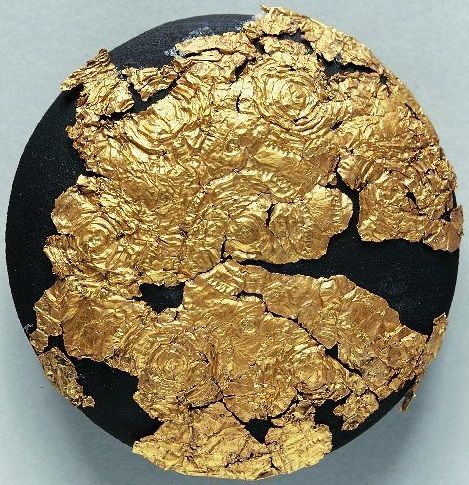
Lamina aurea di Redù

Il territorio di Redù è insediato fin dall'età del bronzo, come testimonia il sito archeologico della terramara di Redù (XVII-XII secolo a.C.), in cui a partire dal 1864 furono rinvenuti numerosi reperti in ceramica, osso e metallo: tra questi i più importanti sono il disco d'oro denominato Lamina aurea e un frammento di piede appartenente ad una statuetta antropomorfa.
Dopo l'invasione dei Romani del 182 a.C. tutta la zona circostante venne suddivisa nella cosiddetta centuriazione, tuttora visibile e il cui confine centuriale è il cosiddetto "gradino di Redù", col quale, già in epoca antica, si era ovviato al problema dello sfalsamento tra decumani modenesi e bolognesi tramite un breve tratto di strada non allineato con la restante centuriazione. Numerosi sepolcri etruschi e romani furono rinvenuti lungo l'attuale via Mislè, oltre a resti di costruzioni e pozzi a grandi mattoni ricurvi, monete consolari e imperiali, tombe, vasi, cippi militari, frammenti di mosaici e moltissimi mattoni manubriati, trasferiti poi al lapidario del Seminario. Dopo la fine dell'Impero Romano, gli abitanti di Redù si trasferirono altrove per sfuggire alle invasioni barbariche.
Secondo Girolamo Tiraboschi, nell'anno 772 Giovanni, duca di Persiceto vendette 200 iugeri di terreno posti in Redù ad Anselperga, figlia del re longobardo Desiderio e badessa del monastero di Santa Giulia in Brescia, che in seguito li cedette nell'anno 814 all'abbazia di Nonantola in cambio di altri terreni situati a Leno. La presenza di una Ecclesiam Sancte Mariae di Redù è indicata in un documento del 1168, denominata dopo il 1188 come Ecclesiam Sancte Mariae de Reduto. Nel 1844 abbattuta la chiesa ormai pericolante e venne riedificato l'attuale edificio della chiesa parrocchiale della Natività di Maria Santissima, inaugurato il 7 settembre 1845.

## Monumenti e luoghi d'interesse
- Chiesa della Natività di Maria Santissima; parrocchiale, costruita nel 1844 in stile tardo neoclassico, con interno a navata unica decorata in stile neobarocco.[9]
- Villa Rizzi Salimbeni, edificio ottocentesco con parco.[10]